# Grootwinkelbedrijf
Het grootwinkelbedrijf (GWB) is een detailhandel in consumentengoederen die soms als filiaalbedrijf een aantal uniforme vestigingen in verschillende plaatsen exploiteert. 

## Kenmerkend
Kenmerkend voor een grootwinkelbedrijf is verder:
- dat het in staat is de groothandelsfunctie in de distributieketen over te slaan, c.q. zelf ook het groothandelsbedrijf exploiteert;
- het vaak artikelen onder eigen merknamen verkoopt
- honderd of meer werknemers heeft
- acht of meer winkelfilialen heeft.

Opvallend is de grote rol die de Westfaalse 'teuten' (Winkel van Sinkel, C&A, Peek en Cloppenburg, Claudia Sträter, Zumpolle) hebben gespeeld in de totstandkoming van het GWB in Nederland.

## Branches grootwinkelbedrijf
Binnen de Nederlandse detailhandel is een groot aantal gespecialiseerde branches actief. Grootwinkelbedrijven in de food zijn aangesloten bij het Centraal Bureau Levensmiddelen. Bedrijven in de non-food detailhandel zijn aangesloten bij verschillende branches. De grootste brancheorganisatie in de non-food retail is INretail. Bijna alle grootwinkelbedrijven zijn samen met hun mkb-collega's bij brancheorganisaties aangesloten. Een deel van de brancheorganisaties heeft zich verenigd onder de koepel 'Raad Nederlandse Detailhandel (RND)'. De meerderheid heeft zich verenigd bij branchevereniging INretail.

## Voorbeelden
Bekende voorbeelden van grootwinkelbedrijven in Nederland zijn:
- de Bijenkorf (warenhuizen)
- HEMA (warenhuizen)
- C&A (kleding)
- H&M (kleding)
- Peek en Cloppenburg (kleding)
- Piet Klerx (meubelen)
- IKEA (meubelen)
- Xenos (uitheemse waren)
- Praxis (doe-het-zelf artikelen)
- Gamma (doe-het-zelf artikelen)
- Karwei (doe-het-zelf artikelen)
- BCC Elektro-speciaalzaken BV (consumenten elektronica)

Uit Nederland verdwenen zijn onder meer:
- Galeries Modernes (warenhuis)
- Kreymborg (kleding)
- Gerzon (kleding)
- Marks & Spencer (kleding)
- Vroom & Dreesmann (warenhuizen)